# بيلي هايز (مغني)
بيلي هايز (بالإنجليزية: Billy Hayes)‏ هو مغني أمريكي، ولد في 7 أغسطس 1985 في ميامي في الولايات المتحدة.